# Tetraloniella nana
Tetraloniella nana är en biart som först beskrevs av Morawitz 1874.  Tetraloniella nana ingår i släktet Tetraloniella och familjen långtungebin. Inga underarter finns listade i Catalogue of Life.